# Dick Cheney
Richard Bruce Cheney (tên thường được gọi Dick Cheney; sinh ngày 30 tháng 1 năm 1941) là Phó Tổng thống thứ 46 của Hoa Kỳ, ông giữ chức vụ này từ năm 2001 đến 2009 dưới thời Tổng thống George W. Bush. Trước đó, ông là Tham mưu trưởng của Nhà Trắng, một hạ nghị sĩ của Wyoming, và Bộ trưởng Bộ Quốc phòng. Ngoài công việc chính phủ, ông đã làm Chủ tịch và Tổng giám đốc của Halliburton Energy Service. Thay đổi nhỏ trong hình ảnh tiêu cực về Bush và Cheney,  Ông hiện là cựu phó tổng thống Hoa Kỳ lớn tuổi nhất còn sống, sau cái chết của Walter Mondale vào năm 2021.

## Phó tổng thống (2001–2009)

### Nhiệm kỳ đầu tiên (2001–2005)
Sau các cuộc tấn công ngày 11 tháng 9 năm 2001, Cheney vẫn sống tách biệt với Bush vì lý do an ninh. Trong một khoảng thời gian, Cheney đã ở nhiều địa điểm không được tiết lộ, không được công khai. Cheney sau đó đã tiết lộ trong hồi ký In My Time  về những "địa điểm không được tiết lộ" này bao gồm dinh thự chính thức của phó tổng thống, nhà của ông ở Wyoming và Trại David. Ông cũng sử dụng một chi tiết bảo mật nghiêm ngặt, sử dụng một đoàn xe từ 12 đến 18 xe chính phủ để đi làm hàng ngày từ dinh thự của phó tổng thống tại Hoa Kỳ Đài quan sát Hải quân tới Nhà Trắng.
Vào sáng ngày 29 tháng 6 năm 2002, Cheney giữ chức vụ quyền Tổng thống từ 7:09 sáng đến 9:24 sáng, theo các điều khoản của Tu chính án thứ 25 trong Hiến pháp, trong khi Bush đang trải qua nội soi đại tràng.

#### Chiến tranh Iraq

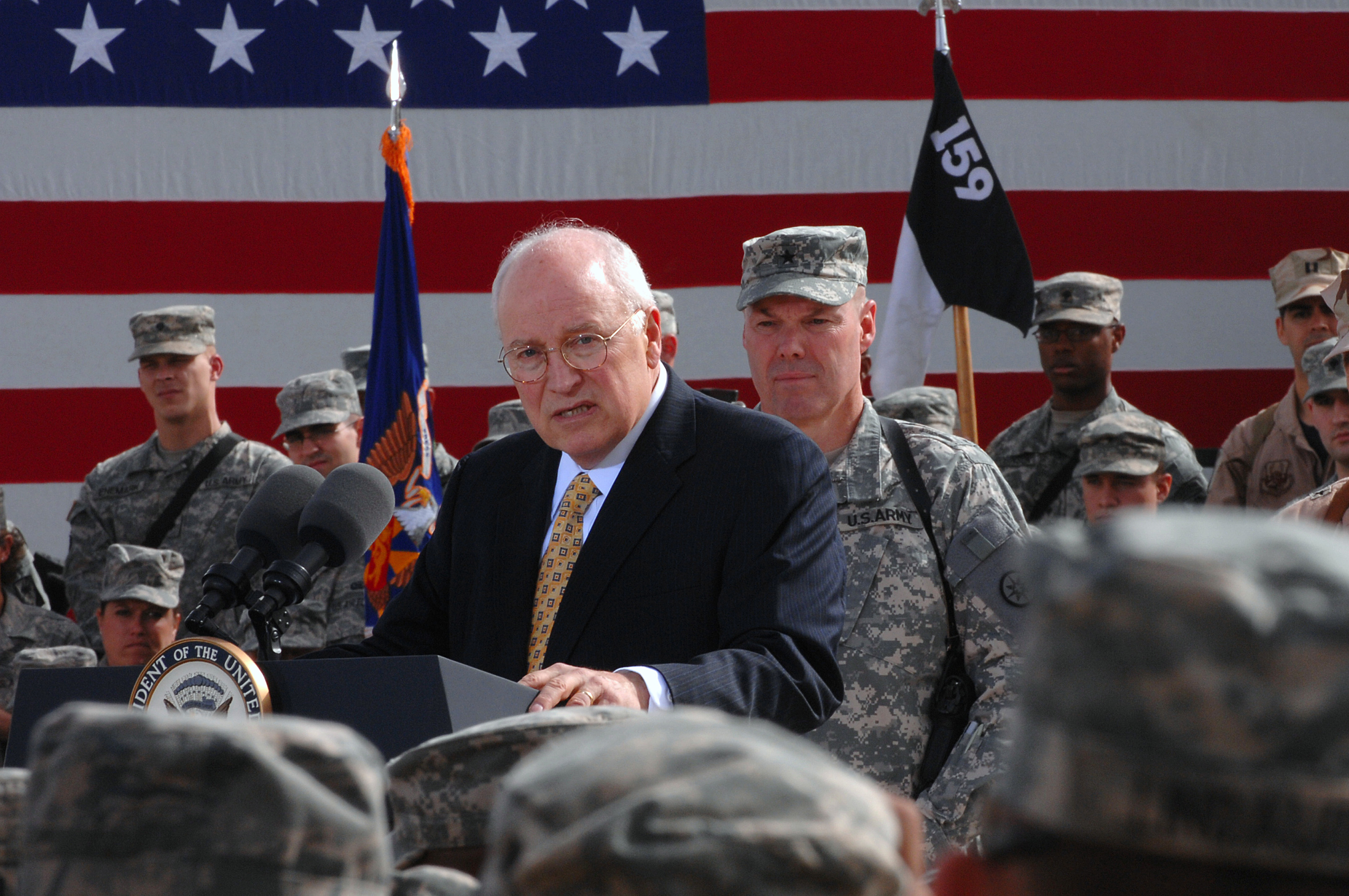
Cheney nói chuyện với quân đội Hoa Kỳ tại Camp Anaconda, Iraq năm 2008

Sau vụ 11/9, Cheney là người có công trong việc đưa ra lời biện minh chính cho một cuộc chiến mới chống lại Iraq. Cheney đã giúp định hình cách tiếp cận của Bush đối với "Cuộc chiến chống khủng bố", đưa ra nhiều tuyên bố công khai cáo buộc Iraq sở hữu vũ khí hủy diệt hàng loạt, và thực hiện một số chuyến thăm cá nhân đến trụ sở CIA, nơi anh ta chất vấn các nhà phân tích cơ quan cấp trung về kết luận của họ. Cheney tiếp tục cáo buộc liên kết giữa Saddam Hussein và al-Qaeda, mặc dù Tổng thống Bush đã nhận được Bản tóm tắt hàng ngày của Tổng thống được phân loại vào ngày 21 tháng 9 năm 2001, cho thấy cộng đồng tình báo Hoa Kỳ không có bằng chứng liên quan Saddam Hussein với vụ tấn công ngày 11 tháng 9 và "có rất ít bằng chứng đáng tin cậy cho thấy Iraq có bất kỳ mối quan hệ hợp tác đáng kể nào với Al Qaeda". Hơn nữa, vào năm 2004, Ủy ban 11/9 kết luận rằng không có "mối quan hệ hợp tác" nào giữa Iraq và al-Qaeda.. Đến năm 2014, Cheney con được đưa ra để tuyên bố một cách sai lệch rằng Saddam "có mối quan hệ 10 năm với al Qaeda." 
Sau cuộc xâm lược Iraq của Hoa Kỳ, Cheney vẫn kiên định ủng hộ cuộc chiến, tuyên bố rằng đây sẽ là một "câu chuyện thành công to lớn", và đã đến thăm đất nước này nhiều lần. Ông thường chỉ trích những người chỉ trích chiến tranh, gọi họ là "những kẻ cơ hội" đang rao bán "sự giả dối xảo quyệt và gian ác" để đạt được lợi thế chính trị trong khi binh lính Mỹ chết ở Iraq. Đáp lại, Thượng nghị sĩ John Kerry khẳng định, "Thật khó để nêu tên một quan chức chính phủ ít được tín nhiệm hơn ở Iraq [hơn Cheney]." 
Trong một cuộc phỏng vấn mở rộng ngày 24 tháng 3 năm 2008, được thực hiện tại Ankara, Thổ Nhĩ Kỳ, với phóng viên của ABC News Martha Raddatz nhân kỷ niệm năm năm cuộc tấn công quân sự đầu tiên của Hoa Kỳ vào Iraq, Cheney đã trả lời một câu hỏi về các cuộc thăm dò dư luận cho thấy rằng người Mỹ đã mất niềm tin vào cuộc chiến khi chỉ trả lời "Vậy?"  Nhận xét này đã dẫn đến sự chỉ trích rộng rãi, bao gồm cả từ Oklahoma trước đây Hạ nghị sĩ Đảng Cộng hòa Mickey Edwards, bạn thân lâu năm của Cheney.

### Nhiệm kỳ thứ hai (2005–2009)

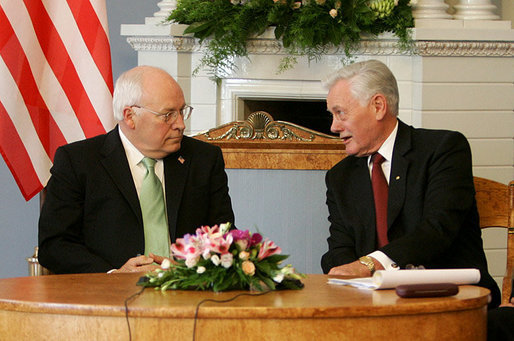
Tổng thống Lithuania Valdas Adamkus (phải) gặp ông Cheney tại Vilnius, tháng 5 năm 2006

Bush và Cheney tái đắc cử trong cuộc bầu cử tổng thống năm 2004, chống lại John Kerry và người bạn tranh cử của ông, John Edwards. Trong cuộc bầu cử, việc mang thai con gái Mary của ông và xu hướng tính dục của cô là đồng tính nữ đã trở thành nguồn thu hút sự chú ý của công chúng đối với Cheney sau cuộc tranh luận về hôn nhân đồng tính. Cheney đã tuyên bố rằng cá nhân ông ủng hộ hôn nhân đồng tính, nhưng mỗi tiểu bang của Hoa Kỳ nên quyết định có cho phép hay không.
Cựu cố vấn pháp lý của Cheney, David Addton, trở thành chánh văn phòng của ông và vẫn ở văn phòng đó cho đến khi Cheney rời nhiệm sở. John P. Hannah từng là cố vấn an ninh quốc gia của Cheney. Cho đến khi bị cáo trạng và từ chức vào năm 2005, I. Lewis "Scooter" Libby, Jr. đã phục vụ trong cả hai vai trò.
Sáng ngày 21 tháng 7 năm 2007, Cheney một lần nữa giữ quyền tổng thống, từ 7:16 sáng đến 9:21 sáng. Bush đã chuyển giao quyền lực của tổng thống trước khi trải qua một thủ tục y tế, cần dùng thuốc an thần, và sau đó được tiếp tục quyền hạn và nhiệm vụ của mình cùng ngày.
Sau khi nhiệm kỳ của ông bắt đầu vào năm 2001, Cheney thỉnh thoảng được hỏi liệu ông có quan tâm đến sự đề cử của Đảng Cộng hòa cho cuộc bầu cử năm 2008 hay không. Tuy nhiên, ông luôn khẳng định rằng ông muốn nghỉ hưu khi hết nhiệm kỳ và ông đã không tham gia tranh cử tổng thống năm 2008. Đảng Cộng hòa đã đề cử Thượng nghị sĩ John McCain của Arizona.